# Martha Darley Mutrie
Martha Darley Mutrie (Ardwick, 26. kolovoza 1824. – Kensington, 30. prosinca 1885.) bila je britanska slikarica.

## Životopis
Mutrie je rođena u tadašnjem predgrađu Manchestera.  Učila je umjetnost u gradskoj umjetničkoj školi, kao i privatno kod Georgea Wallisa.  Jedna od njezinih slika prvi je put izložena na Royal Academy of Arts (RA) 1853. godine. Sa sestrom Annie Feray Mutrie, 1854. preselila se u London.  1856. likovni kritičar John Ruskin pohvalio je dvije njezine slike koje je te godine izložila na RA.  Dvije njezine cvjetne slike također su bile dio velike umjetničke izložbe održana u Manchesteru 1857. godine.  Nastavila je izlagati svake godine do 1878.